# Cynorta thoraxpicta
Cynorta thoraxpicta is een hooiwagen uit de familie Cosmetidae.